# 塩役運河
塩役運河（しおやくうんが）は、かつて三重県四日市市の富田地区から富田一色にかけて通っていた運河。別名では堀川や豊富川という呼称がある。

## 概要
- 富田地区と富洲原地区に伝わる歴史書では、かつて四日市市富田地区の東富田本町から富田一色の富洲原港口までを結んだ運河である塩役運河は、桑名藩領であった江戸時代後期に海運業が盛んとなり、運河の右岸には酒や米、いさば（乾物）の倉が立ち並んで栄えたという。船主として以下の家系があった。

1. 富田一色の伊藤家（伊藤平治郎家）
2. 橋詰家（伊藤平治郎家の分家）
3. 富田一色鈴木家
4. 平田紡績を興した初代平田佐次郎の富田一色平田家
5. 平田庄左衛門家

- 富田一色の伊藤家（伊藤平治郎家）。伊藤平治郎が所有する回船は以下である。

1. 伊勢丸（1000石の船）
2. 天祐船（1000石の船）

- この2艘は安政の大地震の大津波で2艘とも破滅した[1]。
- 平田紡績を興した初代平田佐次郎の富田一色平田家があった。天ヶ須賀では平田家が知られた。平田佐次郎家が所有する回船は以下である。

1. 伊宝丸（500石の船）
2. 福吉丸（1400石の船）

- この2艘は明治10年頃に難破した。
- 平田庄左衛門家が所有する回船は、以下である。

1. 栄吉丸（1000石位の船）
2. 益吉丸（500石位の船）
3. 益栄丸（1000石の船）
4. 徳寿丸（300石の船）
5. 妙見丸（300石の船）[2]

- 1825年（文政8年）頃の船の数は、富田一色村では以下であった。

1. 五十船は11艘であった。
2. 網船は9艘であった。
3. 小船は43艘であった[3]。

- 近代に入り、1917年（大正6年）に運河西側の松原地区で東洋紡績富田工場が操業を開始すると、四日市港に停泊する本船から綿花を大量に積んだ団平船が往来するなどしたが、1944年（昭和19年）の東南海地震で周辺の地盤沈下が進み、貨物船が運河橋の下を通過できなくなったことで、運河としての利用はされなくなった。

- 運河は四日市市上下水道局によって幹線水路として位置づけられ、1976年（昭和51年）から翌年度にかけて「富田富洲原雨水1号幹線」として鋼矢板による整備が行なわれたが、雑草が追い茂るなどして景観が損なわれたことから、1992年（平成4年）から1998年（平成10年）にかけて暗渠化と遊歩道などの整備が行なわれ、「水と緑のせせらぎ広場」となっている[4]。

## 年表
- 1756年（宝暦6年）- 海運橋の施工で陣屋河岸～八風街道が整備される。
- 1884年（明治24年）- 海運橋が架け替えられる。
- 1908年（明治41年）- 伊藤平治郎によって富田一色豊富町に平治郎橋が架橋される。
- 1916年（大正5年）- 富洲原港が改修される。
- 1917年（大正6年）- 塩役運河が改修されて、運河西側の松原地区に東洋紡績富田工場が操業する。
- 1918年（大正8年）- 富田一色港が改修される。
- 1928年（昭和3年）- 富洲原港が改修される。埋め立てによって富田一色地区の旭町と天ヶ須賀地区の住吉町が誕生する。
- 1932年（昭和7年）- 海運橋が改修されて、コンクリート橋化される。
- 1933年（昭和8年）- 平治郎橋が架け替えられる。
- 1936年（昭和11年）- 富洲原町によって富洲原港が改修される。海運橋の一部が改修される。
- 1979年（昭和54年）- 一色橋が竣工される。
- 1988年（昭和63年）- 運河が改修されて、海運橋が北側で締切られる。
- 1991年（平成3年）- 平治郎橋が架け替えられる。
- 1998年（平成10年）水と緑のせせらぎ広場との供用が開始される。

## 塩役運河についての歴史書の記述
塩役運河の構成された歴史は江戸時代の歴史書の勢陽五鈴遺書によると、明暦年間（1655年～1685年）ころの富田川の水源は、朝明郡垂坂山中より富田川がそそぎ出て茂福村と西富田村の官道の旧東海道に流れて東に至り、富田一色の北に流れて東の海の伊勢湾に入ると記述されている。
富田地区の郷土史によると朝明川から引いた羽津用水と大矢知・蒔田方面より流れる田んぼの水は、下の宮へと集まってくる、花の木までくると河川らしくなり、近鉄富田駅北側の踏切から暗溝になっている地下につくった溝をくくり、富田駅前通りと富田中央通りの下を流れて富田中町のうなぎや善兵衛の橋の横でこの暗溝を出て、富田宮町通りに沿って鳥出神社の『宮橋』を下ると、国道1号線の角へ出る、これより下流は流れを南北に変更して、掘り割りの塩役運河となり、川幅も拡張されて、『塩役橋』と『平治郎橋』を過ぎると、飛鳥神社の裏から松原と富田一色の境界の『海運橋』をくぐり『港川』と呼ばれている、汐の香りがただよう『富洲原漁港』に出ると記述されている。
豊富川について、この川は花の木を通り富田の町に流れてくるので『花の木の川』と呼ばれた事があるが、古代には松ヶ浦海水浴場だった富田と富田一色の浜を『豊富の浦』と称していて、この事から『豊富川』と呼ばれている。富田一色の『一色』と云う地名については、『出郷』と言って新開地に付けられた名称であって、比較的新しくできた土地である。塩役についてはガンガン堤の西の方で塩を取っていたので『塩役』と呼ばれた。

## 豊富川
- 豊富川に架けられている橋を上流からあげると、以下の順序で橋が架けられている。

1. 豊永橋は旧東海道に位置して1604年（慶長9年）に施工されて現在はない。
2. 善兵衛の橋は富田中町に位置して片側の欄干のみである。
3. 宮橋は鳥出神社前に位置して1931年（昭和6年）に施工されて1945年（昭和20年）より標識版がない。
4. みかえり橋は富田旭町に位置して1929年（昭和4年）に施工された。
5. 豊富橋は富田本町の国道1号線に位置して1781年（安永10年～天明元年）に施工された。
6. 塩役橋は、富田新町～ガンガン堤に架かり大正時代に施工された。
7. 平治郎橋は伊藤平治郎の尽力で築かれて、富田一色豊富町～松原地区と富田地区の境界のガンガン堤の間に架かり1908年（明治45年）に施工された。
8. 一色橋は、堺町～ガンガン堤の間に架かり、1979年（昭和54年）に施工された。
9. 海運橋は富田一色本町～ガンガン堤の間に架かり、八風街道の起点の架橋として1756年（宝暦6年）頃に施工された。

- 豊富川は初期は、鳥出神社前から富田本町を通り伊勢湾へ、直接真っ直ぐ流れていた。塩役橋から支流が海へ流れていた。浜地が高くなり陸地ができているようになり、しだいに北側の富田一色方面へ流れが変更したとの古文書がある。以下の3カ所に水門がある。

1. 平治郎橋から西南方面のJR富田駅周辺の流水。
2. 海運橋から西南方面の旧東洋紡績富田工場周辺の流水。
3. 海運橋から西北方面の四日市市立富洲原小学校西側の茶の水川周辺の流水がガンガン堤の下の水門を通過して塩約運河に流されている。

## 堀川
- 塩約運河の『堀川』は江戸時代の後期から、盛んに水運の運河として利用されて、富田一色で捕獲される富田名物の富田の焼き蛤が運搬されていた。富田本町から海運橋北側に至る右岸は、以下の倉の施設があった。

1. 酒倉
2. 米倉
3. 乾いた魚の乾物のいさばの倉庫

- 立ち並ぶ船の出入りが盛んで便利になっていた。川幅の拡張や深くす物が多くてる工事で立派な運河となった。片側の欄干のみとなっている。三重県四日市市富田地区の東富田町から富洲原地区の富田一色町まであった塩役運河跡地の公園が水と緑のせせらぎ広場である。
- 源流は『花の木川』で八郷地区の平津と大矢知地区の溜池と谷田より、富洲原港まで流れる。以下のルートで流れる。

1. 「平津地区」から流れる。平津地区～大矢知地区
2. 「大矢知地区」に流れる。大矢知地区～下之宮町
3. 「下之宮町」に流れる。下之宮町～西富田地区
4. 「西富田地区」に流れる。西富田地区～字南八幡地域
5. 「字南八幡地域」に流れる。字南八幡地域～富田西町自治会
6. 「富田西町自治会」に流れる。富田西町自治会～字花の木
7. 「字花の木」に流れる。字花の木～富田南町の中央通り
8. 「富田南町の中央通り」に流れる。富田南町の中央通り～字茶屋町
9. 「字茶屋町」に流れる。字茶屋町～富田中央通りの下
10. 「富田中央通りの下」に流れる。富田中央通りの下～字南塩役
11. 「字南塩役」（JR東海関西本線の東側にある国道1号線まで）を流れる。字南塩役～富田本町
12. 富田本町から豊富川（せせらぎ公園の水と緑のせせらぎ広場の下）が流れる東富田町と富田代官町の中間の運河。豊富川～富田一色地区
13. 富田一色と松原地区宮町の中間の運河の塩役運河～富洲原港
14. 富洲原港までのルートを『花の木川』がそそいでいる。

- 塩役運河の跡地は四日市市の都市計画によって緑地化をする計画が行われて、四日市市立の公園の水と緑のせせらぎ広場となった。このせせらぎ公園は、近世の江戸時代後期の桑名藩領富田六郷の漁村時代に海運業が栄えていた。江戸時代の運河は富田本町から富田一色に至る塩役運河の右岸には以下の施設が存在した。

1. 酒倉
2. 米倉
3. いさば倉庫（乾燥類）
4. その他製材所

- 塩役運河には太い丸太が何本も浮かんで、富田地区の東富田から富洲原地区の富田一色港と天ヶ須賀港から伊勢湾に出港する船の出入りが多くてたいへん栄えた。伊勢湾沿いで富田地区民の食生活の重要な塩なども荷揚げされていて、富田の人々は、この海運業の盛んな運河を塩役運河と呼び、現在東富田町にかかっている橋を塩役橋と呼んでいる。

## 富田一色地区
- 富田一色は、お盆の3日間に、毎晩各町各自治会の輪番で大きい太鼓で拍子をとって踊りが開催されていた。踊りの歌詞の中にこんな歌がある。
- 『盆おどり歌 一色や在郷でも、西や堀川じゃエー　さいろ船でも　ヤーレーノー　走り込む　ヨイヨイヨーイ　ヨイヤサノヤ　歌の意味は、富田一色は都会から遠く離れたい中ではあるけれど、西にはこんな立派な堀川運河がありますよ。秋刀魚を捕る大きな船でも、らくらくと通る事ができますよ。』と歌い踊って、塩役運河を他の地区の住民に自慢していた。
- 1917年（大正6年）に東洋紡績富田工場の操業によって、四日市港の本船から綿花を大量に積んだ『団平船』の往来が激しかった。団平船→荷物を運ぶ船である。富田一色大黒町の西側にガンガン堤側に荷揚げ場があって、綿花を運び込んだ。1944年（昭和19年）12月7日に東海地方を中心とする巨大地震の東南海地震があり、戦後は富田一色の土地が段々を低くなって、貨物船が海運橋の下の塩役運河を通過できなくなった。1945年（昭和20年）頃まで、塩役運河の水質は美しくはぜ・鮒・しじみなどがいて、魚釣りで賑わったが、今は汚水が流されて昔の面影は、全く見られない。段々と塩役運河が汚染されて、川底は泥に変化した。魚も貝も住めなくなって死んでしまった。生物ゼロの塩役運河は干潮の時には、ガスが大量発生して悪臭がするようになり、富田一色と東富田の住民に水質が汚染される公害が発生して塩役運河周辺の住民は困り、川底の泥を取り除き、豊富川の清掃を徹底したが良くならず、塩役運河が不要となった。